# Oranje prieelvogel
De oranje prieelvogel (Sericulus ardens) is een zangvogel uit de familie Ptilonorhynchidae (prieelvogels).

## Verspreiding en leefgebied
Deze soort is endemisch in zuidelijk Nieuw-Guinea.

## Status
De grootte van de populatie is niet gekwantificeerd maar de soort wordt omschreven als schaars. Op de Rode lijst van de IUCN heeft deze soort de status niet bedreigd.